# Ngrambitan
Ngrambitan is een bestuurslaag in het regentschap Blora van de provincie Midden-Java, Indonesië. Ngrambitan telt 1473 inwoners (volkstelling 2010).